# Zimowa Uniwersjada 1985

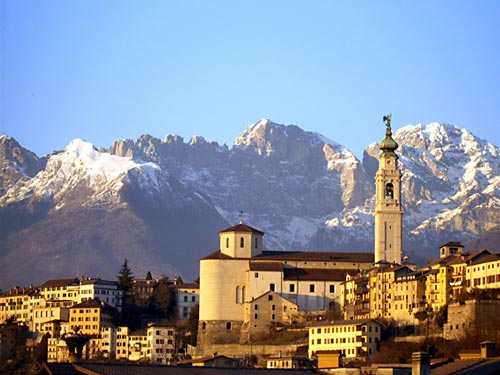
Belluno

12. Zimowa Uniwersjada – międzynarodowe zawody sportowców-studentów, które odbyły się we włoskiej miejscowości Belluno. Impreza została zorganizowana między 16 a 24 lutego 1985 roku. Nad organizacją zawodów czuwała Fédération Internationale du Sport Universitaire.

## Polskie medale
Reprezentanci Polski zdobyli 4 medale. Wynik ten dał polskiej drużynie 13. miejsce w klasyfikacji medalowej.

### Srebro
- Dorota Tlałka – narciarstwo alpejskie, slalom specjalny
- Małgorzata Tlałka – narciarstwo alpejskie, trójkombinacja
- Michalina Maciuszek, Krystyna Pawlik, Małgorzata Ruchała – narciarstwo klasyczne, sztafeta 3 x 5 km

### Brąz
- Małgorzata Tlałka – narciarstwo alpejskie, slalom specjalny

## Klasyfikacja medalowa
| Klasyfikacja medalowa | Klasyfikacja medalowa | Klasyfikacja medalowa | Klasyfikacja medalowa | Klasyfikacja medalowa | Klasyfikacja medalowa |
| --------------------- | --------------------- | --------------------- | --------------------- | --------------------- | --------------------- |
| Miejsce               | Reprezentacja         | Złoto                 | Srebro                | Brąz                  | Razem                 |
| 1                     | ZSRR                  | 7                     | 3                     | 4                     | 14                    |
| 2                     | Kanada                | 6                     | 5                     | 8                     | 19                    |
| 3                     | Czechosłowacja        | 4                     | 3                     | 2                     | 9                     |
| 4                     | Włochy                | 3                     | 6                     | 5                     | 14                    |
| 5                     | Stany Zjednoczone     | 3                     | 6                     | 2                     | 11                    |
| 6                     | Jugosławia            | 1                     | 2                     | 0                     | 3                     |
| 7                     | RFN                   | 1                     | 1                     | 0                     | 2                     |
| 8                     | Australia             | 1                     | 1                     | 0                     | 2                     |
| 9                     | Hiszpania             | 1                     | 0                     | 2                     | 3                     |
| 10                    | Japonia               | 1                     | 0                     | 1                     | 2                     |
| 11                    | Holandia              | 1                     | 0                     | 1                     | 2                     |
| 12                    | Francja               | 1                     | 0                     | 1                     | 2                     |
| 13                    | Polska                | 0                     | 3                     | 1                     | 4                     |
| 14                    | Bułgaria              | 0                     | 1                     | 0                     | 1                     |
| 15                    | Finlandia             | 0                     | 0                     | 2                     | 2                     |
| 16                    | Austria               | 0                     | 0                     | 1                     | 1                     |
| 17                    | Szwajcaria            | 0                     | 0                     | 1                     | 1                     |